# لويس ويتن
لويس ويتن (بالإنجليزية: Louis Witten) (ولد في 13 أبريل 1921) هو عالم فيزياء نظرية أمريكي ووالد إدوارد ويتن.